# 淮河入海水道
淮河入海水道，是中华人民共和国江苏省淮安市、盐城市境内的一条人工河道。与苏北灌溉总渠平行，紧靠其北侧。是中国政府为扩大淮河洪水出路，提高洪泽湖防洪标准投资建设的战略性骨干工程，亦是中国国务院批准的治理淮河19项骨干工程中，规模最大的战略性防洪工程。2003年度一期工程完成后，即为江苏省规模最大的单项水利工程。

## 概况
西通过二河与洪泽湖相通，东北流经清浦、淮安、阜宁、滨海4县（区），与京杭大运河、通榆河立体交叉，至扁担港入黄海。水道南与苏北灌溉总渠平行，形成两河三堤格局。水道全长163.5公里。
一期工程于1999年正式开工，2003年6月28日，水道主体工程完工。6天后，因淮河特大洪水的缘故，即投入使用。2006年，通过竣工验收。
二期工程将在一期工程的基础上拓宽、浚深全线河道，加高、加固防洪大堤，扩大、扩建各枢纽泄洪建筑物，设计行洪流量7000立方米每秒，预计工程总投资200多亿元，2020年前建成发挥效益。
淮河入海水道的建成，结束了自1194年黄河决口南泛夺淮以来，淮河800多年没有直接入海通道的历史，将洪泽湖及淮河下游地区防洪标准由50年一遇提高到100年一遇，为2000万人口、3000万亩耕地提供防洪安全保障，对于解决淮河洪涝灾害频繁问题发挥了重要战略性作用。
淮河入海水道有四级控制工程：
- 二河新泄洪闸：水道第一级控制工程，即保证入海水道泄洪入海，也不影响“淮水北调，分淮入沂”；
- 淮安水利枢纽：位于淮安市淮安区城南，为入海水道穿京杭运河立交地函，采用上槽下洞结构，上槽宽80米，供京杭运河南北通航，下洞15孔，供入海水道泄洪；
- 滨海枢纽：位于滨海县城南约6公里，是入海水道穿通榆河立交地函，结构与淮安水利枢纽类似；
- 海口枢纽：位于扁担港，是入海水道的末级枢纽，由海口南闸（5孔，单孔净宽10米）和海口北闸（11孔，单孔净宽10米）组成。[1]